# 러브 해펀스
《러브 해펀스》(영어: Love Happens)는 미국에서 제작된 브랜던 캠프 감독의 2009년 로맨틱 드라마 영화이다. 에런 엑하트, 제니퍼 애니스턴 등이 출연하였고, 스콧 스튜버 등이 제작에 참여하였다.

## 줄거리
심리 치료사 버크는 사랑했던 이를 상실한 사람들을 위한 자기 계발서 저자로 각광을 받지만 정작 아내를 교통 사고로 잃은 본인의 고통은 극복하지 못한 상태이다.
아내 고향인 시애틀에서 워크숍을 갖게 된 버크는 그곳에서 꽃집을 운영하는 꽃장식가 엘로이즈를 알게 된다. 과거 남자들에게 많은 상처를 받아 연애에 질려있던 엘로이즈는 처음엔 버크와 만나기를 꺼리지만 두 사람은 점점 가까워지는데...

## 출연
- 에런 엑하트 - 버크 라이언 역
- 제니퍼 애니스턴 - 엘로이즈 챈들러 역
- 프랜시스 콘로이 - 엘로이즈의 어머니 역
- 마틴 신 - 버크의 장인 역
- 주디 그리어 - 마티 역
- 댄 포글러 - 레인 "고댐" 마셜 역
- 조 앤더슨 - 타일러 역
- 존 캐럴 린치 - 월터 역
- 달라 밴던보시 - 비하이브 역
- 퍼누 - 유니콤 중역 3 역
- 사샤 알렉산더
- 브랜던 제이 매클래런
- 알레산드로 줄리아니
- 엘리 하비

## 기타 제작진
- 배역: 제니퍼 L. 스미스, 데버라 어퀼라, 트리샤 우드
- 미술: 샤론 시모어
- 세트: 레슬리 빌
- 의상: 트리시 키팅